# 17-я хромосома человека

Идиограмма 17-й хромосомы человека

17-я хромосо́ма челове́ка является частью генома человека и насчитывает более 81 млн пар оснований, что составляет от 2,5 до 3 % всего ДНК-материала клетки. По разным оценкам, содержит от 1200 до 1500 генов.

## Гены
Некоторые гены на хромосоме 17:
- ACADVL — ацил-КоА-дегидрогеназа жирных кислот с очень длинной цепью;
- ACTG1 — актин, гамма 1;
- ASPA — аспартоацилаза (Болезнь Кэнэвэн);
- BRCA1 — breast cancer 1, early onset;
- CBX1 — chromobox homolog 1;
- COL1A1 — коллаген, тип I, альфа 1;
- CTNS — цистинозин, лизосомальный транспортер цистина;
- ERBB2 — v-erb-b2 erythroblastic leukemia viral oncogene homolog 2, neuro/glioblastoma derived oncogene homolog (avian);
- FLCN — фолликулин;
- FOXN1 — транскрипционный регулятор, участвующих в развитии тимуса;
- GALK1 — галактокиназа 1;
- GFAP — глиальный фибриллярный кислый белок;
- KCNJ2 — potassium inwardly-rectifying channel, subfamily J, member 2;
- MYO15A — myosin XVA;
- NF1 — neurofibromin 1 (neurofibromatosis, von Recklinghausen disease, Watson disease);
- PFN1 — профилин 1;
- SHBG — Sex hormone binding globulin;
- SLC6A4 — транспортер серотонина;
- TMC6 and TMC8 — Transmembrane channel-like 6 and 8 (epidermodysplasia verruciformis);
- USH1G — Usher syndrome 1G (аутосомный рецессивный);
- RARalpha — Retinoic acid receptor Alpha (involved in t(15,17) with PML);
- GRB7 — Growth factor Receptor-Bound protein 7;
- Несколько CC хемокинов: CCL1, CCL2, CCL3, CCL4, CCL5, CCL7, CCL8, CCL11, CCL13, CCL14, CCL15, CCL16, CCL18 и CCL23

### Плечо p
- ALDH3A1 — альдегиддегидрогеназа;
- CD68 — гликопротеин из семейства LAMP.
- CRK
- ITGAE — гликопротеин из надсемейства интегринов;
- KDM6B - лизин-специфическая деметилаза 6B
- NDEL1
- NLRP1
- NTN1
- PAFAH1B1
- PLD2
- PMP22— мембранный белок, главный компонент миелина периферической нервной системы;
- PPY
- RAI1 — retinoic acid induced 1; утрата или мутации этого гена вызывают синдром Смит-Магенис.
- SLC2A4 — трансмембранный белок инсулинзависимый переносчик глюкозы GLUT4
- SRR
- TNFRSF13B — рецептор надсемейства рецепторов факторов некроза опухоли;
- TNFSF13 — провоспалительный цитокин из надсемейства факторов некроза опухоли (TNF).
- TP53 — фактор транскрипции, регулирующий клеточный цикл;
- VAMP2

### Плечо q
- AANAT — фермент эпифиза;
- ACE — ангиотензинпревращающий фермент;
- APOH — белок плазмы крови;
- CCR7 — рецептор β-хемокинов;
- CD7 — мембранный белок из суперсемейства иммуноглобулинов;
- CDK5R1
- CLTC
- HER2 — мембранный белок семейства рецептора эпидермального фактора роста EGFR/ErbB;
- GIP — глюкозозависимый инсулинотропный полипептид;
- ICAM-2 — молекула клеточной адгезии;
- ITGA3 — гликопротеин из надсемейства интегринов;
- KRT12
- LGP2 — рецептор группы RIG-I-подобных рецепторов;
- MAPT
- NOS2A — синтаза оксида азота 2A;
- NOS2C — синтаза оксида азота 2C;
- HOXB7 — фактор транскрипции семейства гомеозисных генов класса B.
- PECAM1 — мембранный белок, молекула клеточной адгезии (CD31);
- ITGA2B (CD41) — гликопротеин из надсемейства интегринов;
- ITGB3 (CD61) — гликопротеин из надсемейства интегринов;
- ITGB4 (CD104) — гликопротеин из надсемейства интегринов.